# Zeilá

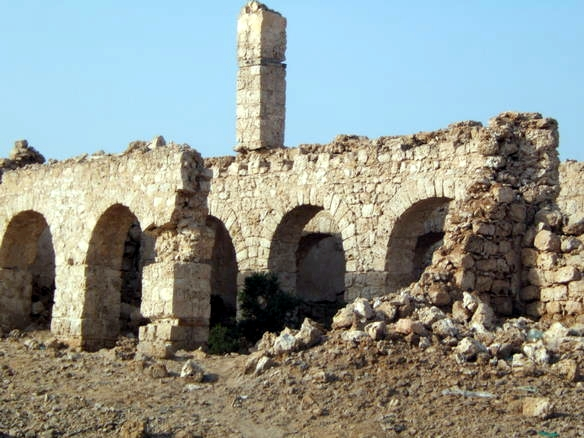
Ruínas em Zeilá

Zeilá (somali: Saylac; ou ainda Seyla`, Seelaac, Zeyla, Zeylac, Zayla, Séyla‘, Seylac) é uma cidade portuária do Golfo de Aden, está localizada na região de Awdal, Somalilândia, uma república auto-proclamada independente que surgiu no norte da Somália em 1991. É banhada pelo mar a norte, leste e oeste, ao sul o deserto se encontra a cerca de 80 quilômetros. Berbera está situada 270 km a sudoeste de Zeilá, enquanto que a cidade etíope de Harar se encontra 320 km a oeste. Do século IX até o final do XIX, foi o mais importante assentamento árabe da costa somali. No início do século XVI, foi incendiada pela armada portuguesa, comandada por Lopo Soares de Albergaria.
- Latitude: 11° 21' 14" Norte
- Longitude: 43° 28' 26" Leste
- Altitude: 5 metros